# Giro del Belgio 1978
Il Giro del Belgio 1978, sessantaduesima edizione della corsa, si svolse in cinque tappe tra il 26 e il 30 marzo 1978, per un percorso totale di 913,9 km e fu vinto dal belga André Dierickx.

## Tappe
| Tappa  | Data     | Percorso                        | km    | Vincitore di tappa | Leader cl. generale |
| ------ | -------- | ------------------------------- | ----- | ------------------ | ------------------- |
| 1ª-1ª  | 26 marzo | Denderleeuw (Cron. individuale) | 7,2   | Dietrich Thurau    |                     |
| 1ª-2ª  | 26 marzo | Denderleeuw > Waarschoot        | 122   | Patrick Sercu      |                     |
| 2ª     | 27 marzo | Waarschoot > Mol                | 163   | Cees Priem         |                     |
| 3ª     | 28 marzo | Mol > La Calamine               | 218,5 | Gregor Braun       |                     |
| 4ª     | 29 marzo | La Calamine > Elsene            | 229,7 | Jacques Martin     |                     |
| 5ª     | 30 marzo | Elsene > La Louvière            | 172,5 | José De Cauwer     | André Dierickx      |
| Totale | Totale   | Totale                          | 912,9 |                    |                     |

## Dettagli delle tappe

### 1ª tappa-1ª semitappa
- 26 marzo: Denderleeuw – Cronometro individuale – 7,2 km

Risultati
| Pos. | Corridore       | Squadra        | Tempo  |
| ---- | --------------- | -------------- | ------ |
| 1    | Dietrich Thurau | Ijsboerke-Gios | 10'25" |
| 2    | Freddy Maertens | Flandria-Velda | a 5"   |
| 3    | Gregor Braun    | Peugeot        | s.t.   |

### 1ª tappa-2ª semitappa
- 26 marzo: Denderleeuw > Waarschoot – 122 km

Risultati
| Pos. | Corridore        | Squadra        | Tempo    |
| ---- | ---------------- | -------------- | -------- |
| 1    | Patrick Sercu    | Marc Zeepc.    | 3h10'13" |
| 2    | Freddy Maertens  | Flandria-Velda | s.t.     |
| 3    | Piet van Katwijk | TI-Raleigh     | s.t.     |

### 2ª tappa
- 27 marzo: Waarschoot > Mol – 163 km

Risultati
| Pos. | Corridore           | Squadra     | Tempo    |
| ---- | ------------------- | ----------- | -------- |
| 1    | Cees Priem          | TI-Raleigh  | 3h43'37" |
| 2    | Ferdi Van Den Haute | Marc Zeepc. | s.t.     |
| 3    | Roger Rosiers       | Peugeot     | s.t.     |

### 3ª tappa
- 28 marzo: Mol > La Calamine – 218,5 km

Risultati
| Pos. | Corridore         | Squadra        | Tempo    |
| ---- | ----------------- | -------------- | -------- |
| 1    | Gregor Braun      | Peugeot        | 5h57'52" |
| 2    | André Dierickx    | Ijsboerke-Gios | s.t.     |
| 3    | Walter Planckaert | C & A          | s.t.     |

### 4ª tappa
- 29 marzo: La Calamine > Elsene – 229,7 km

Risultati
| Pos. | Corridore             | Squadra | Tempo    |
| ---- | --------------------- | ------- | -------- |
| 1    | Jacques Martin        | C & A   | 6h39'25" |
| 2    | Frans Van Vlierberghe | Carlos  | a 1'19"  |
| 3    | Marcel Laurens        | C & A   | s.t.     |

### 5ª tappa
- 29 marzo: La Calamine > Elsene – 229,7 km

Risultati
| Pos. | Corridore          | Squadra     | Tempo    |
| ---- | ------------------ | ----------- | -------- |
| 1    | José De Cauwer     | TI-Raleigh  | 4h25'30" |
| 2    | Jos Schipper       | Marc Zeepc. | a 14"    |
| 3    | Johnny Vanderveken | Old Lord's  | s.t.     |

## Classifiche finali

### Classifica generale
| Pos. | Corridore         | Squadra        | Tempo     |
| ---- | ----------------- | -------------- | --------- |
| 1    | André Dierickx    | Ijsboerke-Gios | 24h11'50" |
| 2    | Freddy Maertens   | Flandria-Velda | a 2'20"   |
| 3    | Dietrich Thurau   | Ijsboerke-Gios | a 2'32"   |
| 4    | Michel Pollentier | Flandria-Velda | a 2'47"   |
| 5    | Frans Van Looy    | Mini Flat      | a 2'52"   |
| 6    | Ludo Peeters      | Ijsboerke-Gios | a 2'53"   |
| 7    | Walter Planckaert | C & A          | a 2'58"   |
| 8    | Ludo Delcroix     | Ijsboerke-Gios | a 3'04"   |
| 9    | Jan Aling         | Marc Zeepc.    | a 3'18"   |
| 10   | Gregor Braun      | Peugeot        | a 3'34"   |

### Classifica a punti
| Pos. | Corridore       | Squadra        | Tempo |
| ---- | --------------- | -------------- | ----- |
| 1    | Freddy Maertens | Flandria-Velda | ?     |

### Classifica a squadre
| Pos. | Squadra        | Tempo |
| ---- | -------------- | ----- |
| 1    | Ijsboerke-Gios | ?     |